# Branka Raunig
Branka Raunig (Sarajevo, 1. siječnja 1935. – Bihać, 13. lipnja 2008.), bosanskohercegovačka arheologinja

## Životopis
Odrasla je u Kraljevu, gdje je završila osnovnu školu i gimnaziju. U rujnu 1954. upisala je studij arheologije na Filozofskom fakultetu Univerziteta u Beogradu, a diplomirala 1958. u klasi profesora Dr Branka Gavele, s prosječnom ocjenom 8,85. Magistarsku diplomu stekla je na istom fakultetu obranom teme Japodski kameni sepulkralni i sakralni spomenici, u siječnju 1971., a doktorsku disertaciju: Figuralne predstave u kulturi prahistorijskih Japoda odbranila je također u Beogradu 1997.g.
Od siječnja 1959. radila je kao arheolog u Muzeju Pounja u Bihaću, zatim nekoliko godina u Muzeju Đakovštine u Đakovu, da bi se 1971. vratila u Bihać na položaj direktora Muzeja Pounja, ali i rukovodioca arheološkog odjeljenja. Umirovljena je 1998. od kada surađuje u Godišnjaku Centra za Balkanološka ispitivanja Akademije nauka i umjetnosti u Sarajevu. U toku radnog vijeka učestvovala je kao suradnik na brojnim arheološkim iskopavanjima širom tadašnje Jugoslavije, dok je na terenu Muzeja Pounja organizirala i rukovodila nizom istraživanja pretežno japodskih, ali i antičkih, kao i srednjovjekovnih lokaliteta.
Nakon dugog perioda provedenog u bolnici Dr. Irfana Ljubijankića u Bihaću na dan 13. lipnja 2008. godine preminula od jake upale pluća. Bolovala je od astme.

## Djela
Objavila je više od 40 stručnih i naučnih priloga u eminentnim arheološkim časopisima, kao što su: Glasnik Zemaljskog muzeja u Sarajevu, Wissenschaftliche Mitteilungen aus Bosnisch-herzegovinischen Landesmuseums Sarajevo, Zbornik krajiških muzeja Banja Luka, Radovi Muzeja grada Zenice, Lika – izdanje Hrvatskog arheološkog društva Split, Vjesnik Arheološkog muzeja Zagreb, Opuscula archaeologica Zagreb, Arheološki vestnik Ljubljana, Arheološki pregled Ljubljana, Starinar Beograd, Arheološki pregled Beograd i dr.
Bavila se svim periodima arheologije, te je objavila nekoliko tekstova o antičkim nalazima iz Pounja, kao i o kasnosrednjovjekovnim gradovima. Ipak, njenu osnovnu preokupaciju predstavljala je prapovijest i to posljednji milenij prije naše ere, kada su na širem prostoru oko Bihaća živjeli pripadnici plemenske zajednica Japoda, čijem je proučavanju posvetila pretežan dio svoga angažmana u arheologiji. Knjigu Umjetnost i religija prahistorijskih Japoda objavila je 2006. godine u Bihaću.